# NGC 3309
NGC 3309是一个位于长蛇座的巨型椭圆星系，距离地球2亿光年，1835年3月24日由約翰·赫歇爾发现。NGC 3309与NGC 3311形成一对星系，相互之间的距离为72,000 ly（22 kpc）。这两个星系是長蛇座星系團的中心。